# Atelopus planispina
Atelopus planispina is een kikker uit de familie padden (Bufonidae) en het geslacht klompvoetkikkers (Atelopus). De soort werd voor het eerst wetenschappelijk beschreven door Marcos Jiménez de la Espada in 1875.
Atelopus planispina leeft in delen van Zuid-Amerika en komt endemisch voor in Ecuador. De kikker is bekend van een hoogte van 500 tot 3900 meter boven zeeniveau. De soort komt in een relatief klein gebied voor en is hierdoor kwetsbaar. Door de internationale natuurbeschermingsorganisatie IUCN wordt de soort beschouwd als 'Kritiek'.
Atelopus planispina is bekend van 5 populaties. Het gaat slecht met deze sort, die sinds 1985 niet meer is waargenomen.